# Kubański Oddział Lotniczy
Kubański Oddział Lotniczy (ros. Кубанский авиационный отряд) - oddział sił lotniczych Białych podczas wojny domowej w Rosji
Na pocz. grudnia 1918 r. w Jekaterynodarze został utworzony 1 Kubański Oddział Lotniczy. 12 grudnia tego roku przemianowano go na Kubański Oddział Lotniczy. Na jego czele stanął starszina wojskowy Wiaczesław M. Tkaczow (mianowany później pułkownikiem). W oddziale było 8 samolotów. Obsługę zapewniało ok. 150 żołnierzy. Oddział wchodził w skład Kaukaskiej Armii Ochotniczej, zaś od końca maja 1919 r. Armii Kaukaskiej. Lotnicy wespół z oddziałem lotniczym ze składu Armii Dońskiej wspierali wojska lądowe podczas nieudanej ofensywy w kierunku na Carycyn-Saratów. Ostrzeliwali i bombardowali  piechotę bolszewickiej 10 Armii oraz kawalerię Siemiona M. Budionnego i Borysa M. Dumienki.